# گاوی (پیدمونت)
گاوی (پیدمونت) (به ایتالیایی: Gavi, Piedmont) یک کومونه در ایتالیا است که در استان آلساندریا واقع شده‌است.

## خصوصیات
گاوی ۵۰٫۹ کیلومترمربع مساحت و ۴٬۶۲۲ نفر جمعیت دارد و ۲۳۳ متر بالاتر از سطح دریا واقع شده‌است.